# São Domingos (Americana)

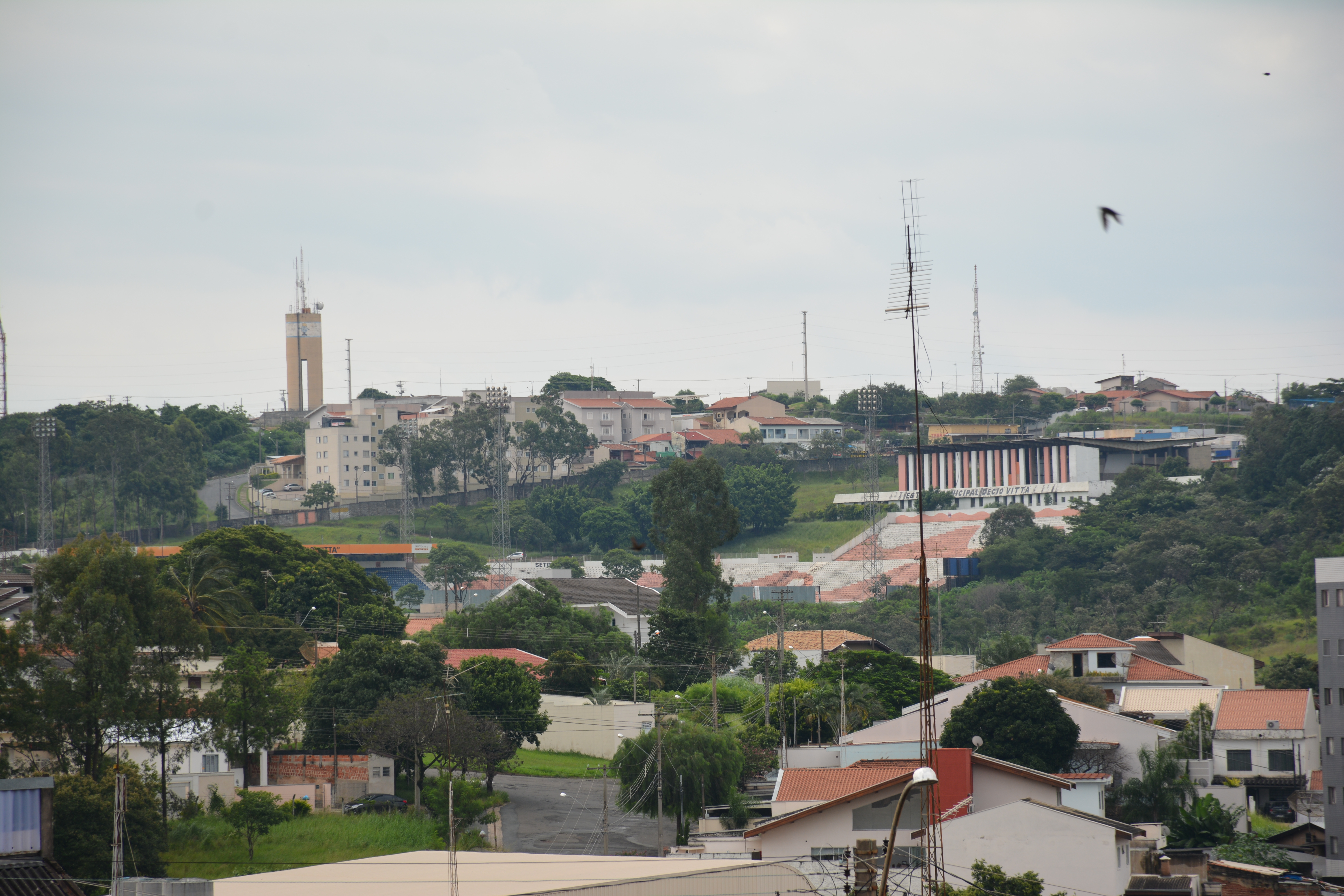
Estádio Décia Vitta e o bairro Catharina Zanaga, visto da Vila Rodrigues.

São Domingos, também conhecido por Amorim, é uma região da cidade de Americana, interior do estado brasileiro de São Paulo. Região de muitas casas, comércios e prédios, O bairro São Domingos, que dá nome a região, é um dos bairros mais antigos da cidade, com várias casas históricas. Assim como os bairros Vila Frezzarin e Jardim Ipiranga, na região do Ipiranga, possuem muitos idosos, mas o bairro foi em boa parte tomado pelo comércio, principalmente na Avenida Nove de Julho, o bairro Jardim Bela Vista é o mais nobre da região. Boa parte das construções ao redor das avenidas Rafael Vitta, Nove de Julho, Carmine Feola e São Jerônimo, são comércios e alguns prédios, cresceu em grande parte pela proximidade do Centro e vias arteriais da cidade.
População: 18.363 habitantes / (2014) 

## Locais notáveis da região do São Domingos
- A Fatec
- O Tiro de Guerra
- A Igreja São Domingos, que foi fundada em 4 de agosto de 1967 e teve sua construção iniciada em 20 de Agosto de 1967.[2]
- O Estádio Décio Vitta, ou como é conhecido popularmente, o Rio Brancão que foi inaugurado em 1977 e tem capacidade para 16.300 pessoas.[3]
- A Praça Pedro Dainese, que oferece uma vista de mais de 180° da cidade, do alto do Morro de São Domingos.

## Bairros dentro da região do São Domingos
1. Catharina Zanaga (Parte ao sul da Avenida Europa)
2. Jardim Bela Vista
3. Jardim Dona Judith
4. Jardim Guanabara
5. Jardim Lizandra
6. Jardim Mirian
7. Jardim Paulista
8. Jardim Paulistano
9. Jardim Progresso
10. Jardim Santa Mônica (Parte ao norte da Avenida Rafael Vitta)
11. Jardim São Domingos (Parte ao sul da Avenida Europa)
12. Jardim São Domingos I (Parte ao sul da Avenida Europa)
13. Jardim São Domingos II (Parte ao sul da Avenida Europa)
14. Jardim São Roque (Parte ao sul da Avenida Europa)
15. São Domingos
16. Vale do Rio Branco
17. Vila Amorim
18. Vila Dainese (Parte ao sul da Avenida Europa)
19. Villa Espanha
20. Vila Jones (Parte ao oeste da Rua José de Alencar)
21. Vila Louricilda
22. Vila Massuchetto
23. Vila Omar
24. Vila Rodrigues (Parte ao oeste da Rua José de Alencar)
25. Vila Santa Inês
26. Vila Santa Maria
27. Vila São Vicente de Paulo
28. Vila Zanini

## Vias principais
- Avenida Carmine Feola
- Avenida Rafael Vitta
- Avenida Nove de Julho
- Avenida Europa
- Avenida São Jerônimo
- Avenida Campos Salles
- Avenida Monsenhor Bruno Nardini
- Avenida América
- Rua Espanha